# タムテック
タムテックは、田宮模型（現・タミヤ）が1986年に発売した、小型のRCカーモデルである。

## 概要
1/24サイズから1/14サイズのモノコックボディの上に、受信機とアンプ、サーボの一体型ユニット(CPRユニット)を搭載し、コンパクトながら本格的なRCカーの走りが楽しめるクルマをコンセプトとしていた。
ボールデフなどの各種オプションパーツも発売され、ミニ四駆のようなチューンを楽しむことも盛り込まれていた。
現在は、販売終了しており、1/16-1/12サイズのタムテックギアが後継機種にあたる。

## メカニズム
駆動用モーターには180サイズを使用し、電圧7.2V、容量270mAhの専用バッテリーパックを使用する。

## ラインナップ
- タムテックCカー 1/24スケール
  - ポルシェ・962C
  - ランチア・LC2
  - BMW・GTP
  - フォード・マスタング・プローブGTP
- タムテックロードモデル 1/24スケール
  - ランボルギーニ・カウンタック
  - フェラーリ・テスタロッサ
  - ポルシェ・961（英語版）
- タムテックF1 1/14スケール
  - ロータス　タイプ102B
  - フェラーリ・643
  - マクラーレン・MP4/6
- タムテックギア 1/16スケール